# Artur Lawicki
Artur Lawicki (biał. Артур Лявіцкі; ur. 17 marca 1985 w Mińsku) – białoruski piłkarz, występujący na pozycji pomocnika.

## Kariera klubowa
| Sezon    | Klub              | Kraj     | Rozgrywki        | Mecze | Bramki |
| -------- | ----------------- | -------- | ---------------- | ----- | ------ |
| 2002     | RWAR Mińsk        | Białoruś | Druhaja liha     | 22    | 1      |
| 2003     | RWAR Mińsk        | Białoruś | Druhaja liha     | 26    | 2      |
| 2004     | Dynama-Juni Mińsk | Białoruś | Pierszaja liha   | 15    | 2      |
| 2005     | Wieras Nieśwież   | Białoruś | Pierszaja liha   | 23    | 2      |
| 2006 (w) | FK Snow           | Białoruś | Druhaja liha     | 15    | 4      |
| 2006 (j) | Sawit Mohylew     | Białoruś | Druhaja liha     | 16    | 3      |
| 2007     | Sawit Mohylew     | Białoruś | Pierszaja liha   | 26    | 4      |
| 2008     | Sawit Mohylew     | Białoruś | Wyszejszaja liha | 20    | 2      |
| 2009     | Tarpeda Żodzino   | Białoruś | Wyszejszaja liha | 21    | 1      |
| 2010     | Tarpeda Żodzino   | Białoruś | Wyszejszaja liha | 32    | 9      |
| 2011     | FK Homel          | Białoruś | Wyszejszaja liha | 32    | 2      |
| 2012     | FK Homel          | Białoruś | Wyszejszaja liha | 14    | 0      |
| 2012     | FK Mińsk          | Białoruś | Wyszejszaja liha | 9     | 1      |